# Jets'n'Guns 2
Jets'n'Guns 2 je česká videohra od Rake in Grass. Jedná se o pokračování hry Jets'n'Guns. Hra vyšla 20. dubna 2020. Soundtrack znovu vytvořila švédská kapela Machinae Supremacy. Hra původně vyšla v prosinci 2018 v rámci předběžného přístupu.

## Hratelnost
Podobně jako v prvním díle se jedná o z boku viděnou střílečku. Hráč ovládá vesmírnou loď se neustále pohybující směrem vpravo. Přitom musí bojovat proti nepřátelům. Na konci úrovně pak obvykle čeká boss. Za zničené nepřátele hráč získává peníze jež může investovat do lepšího vybavení lodě.